# 아나누리

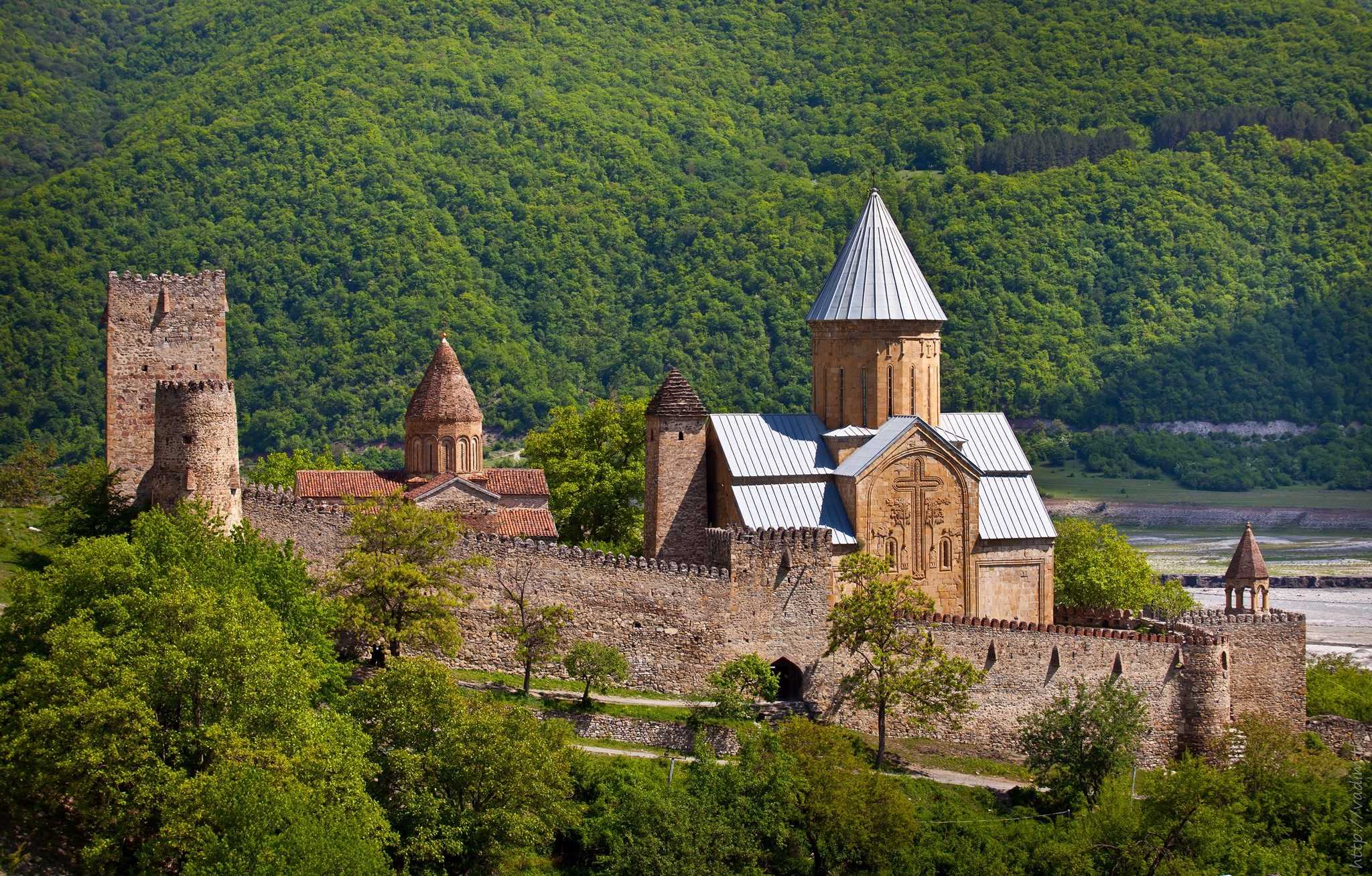
아나누리

아나누리(조지아어: ანანური)는 조지아 므츠헤타므티아네티주 두셰티에 있는 성이자 요새다. 트빌리시에서 약 72km 떨어져 있으며, 아라그비강과 인접해 있다.

## 역사
아나누리는 13세기부터 이 지역을 통치했던 봉건 왕조인 아라그비 공작령의 에리스타비 (공작)의 성이자 거처였다. 이 성은 수많은 전투의 현장이었다.
1739년, 아나누리는 크사니의 샨셰가 지휘하는 라이벌 공작령 군대에게 공격을 받아 불태워졌다. 아라그비 일족은 학살당했다. 그러나 4년 후, 지역 농민들이 샨셰의 통치에 반기를 들어 반란을 일으켜 찬탈자들을 죽이고 테이무라즈 2세 국왕을 직접 통치하도록 초대했다. 그러나 1746년 테이무라즈 국왕은 카헤티의 에레클레 2세 국왕의 도움을 받아 또 다른 농민 봉기를 진압해야 했다. 이 요새는 19세기 초까지 사용되었다. 2007년, 이 단지는 유네스코 세계유산 프로그램에 포함되기 위한 잠정 목록에 올랐다.